# Liste der Naturdenkmale in Ingelfingen
| Naturdenkmale | Anzahl |
| ------------- | ------ |
| FND           | 5      |
| END           | 19     |
| Gesamt        | 24     |

Die Liste der Naturdenkmale in Ingelfingen nennt die verordneten Naturdenkmale (ND) der im baden-württembergischen Hohenlohekreis liegenden Stadt Ingelfingen. In Ingelfingen gibt es insgesamt 24 als Naturdenkmal geschützte Objekte, davon 5 flächenhafte Naturdenkmale (FND) und 19 Einzelgebilde-Naturdenkmale (END).
Stand: 31. Oktober 2016.

## Flächenhafte Naturdenkmale (FND)
| Name                                                          | Bild | Kennung     | Einzelheiten | Position | Fläche Hektar | Datum         |
| ------------------------------------------------------------- | ---- | ----------- | ------------ | -------- | ------------- | ------------- |
| Doline mit Baumbestand                                        | BW   | 81260390020 | Ingelfingen  | ⊙        | 0,1           | 21. Jan. 1982 |
| Erdfall (Doline)                                              | BW   | 81260390001 | Ingelfingen  | ⊙        | 0,1           | 4. März 1957  |
| Feldschutzhecke mit Ausläufer                                 | BW   | 81260390023 | Ingelfingen  | ⊙        | 1,5           | 28. Jan. 1985 |
| Obstbaumallee (57 Äpfel, 35 Birnen, 3 Kirschen, 2 Zwetschgen) | BW   | 81260390024 | Ingelfingen  | ⊙        | 0,2           | 25. Mai 1992  |
| 1 Eiche und Doline                                            | BW   | 81260390009 | Ingelfingen  | ⊙        | 0,0           | 4. März 1957  |
| Legende für Naturdenkmal                                      |      |             |              |          |               |               |

## Einzelgebilde (END)
| Name                            | Bild | Kennung     | Einzelheiten | Position | Fläche Hektar | Datum         |
| ------------------------------- | ---- | ----------- | ------------ | -------- | ------------- | ------------- |
| Alteichengruppe                 | BW   | 81260390011 | Ingelfingen  | ⊙        | 0,0           | 22. Apr. 1980 |
| 1 Alteiche                      | BW   | 81260390013 | Ingelfingen  | ⊙        | 0,0           | 22. Apr. 1980 |
| 1 Alteiche                      | BW   | 81260390018 | Ingelfingen  | ⊙        | 0,0           | 21. Jan. 1982 |
| 1 Dorflinde                     |      | 81260390007 | Ingelfingen  | ???      | 0,0           | 3. Jan. 1961  |
| 1 Eiche                         | BW   | 81260390002 | Ingelfingen  | ⊙        | 0,0           | 4. März 1957  |
| 1 Eiche                         | BW   | 81260390015 | Ingelfingen  | ⊙        | 0,0           | 22. Apr. 1980 |
| 1 Eiche                         | BW   | 81260390016 | Ingelfingen  | ⊙        | 0,0           | 22. Apr. 1980 |
| 1 Eiche                         | BW   | 81260390022 | Ingelfingen  | ⊙        | 0,0           | 9. Nov. 1984  |
| 1 Holzbirnbaum                  | BW   | 81260390010 | Ingelfingen  | ⊙        | 0,0           | 22. Apr. 1980 |
| 1 Linde                         | BW   | 81260390006 | Ingelfingen  | ⊙        | 0,0           | 21. Mai 1969  |
| 1 Mostbirnbaum                  | BW   | 81260390012 | Ingelfingen  | ⊙        | 0,0           | 22. Apr. 1980 |
| 1 Mostbirnenbaum                | BW   | 81260390017 | Ingelfingen  | ⊙        | 0,0           | 22. Apr. 1980 |
| 1 Stieleiche mit Andachtsstätte |      | 81260390005 | Ingelfingen  | ⊙        | 0,0           | 4. März 1957  |
| 1 Winterlinde                   | BW   | 81260390014 | Ingelfingen  | ⊙        | 0,0           | 22. Apr. 1980 |
| 1 Winterlinde                   | BW   | 81260390019 | Ingelfingen  | ⊙        | 0,0           | 21. Jan. 1982 |
| 1 Winterlinde                   | BW   | 81260390021 | Ingelfingen  | ⊙        | 0,0           | 9. Nov. 1984  |
| 2 Birnbäume                     | BW   | 81260390004 | Ingelfingen  | ⊙        | 0,0           | 5. Sep. 1974  |
| 2 Eichen                        | BW   | 81260390008 | Ingelfingen  | ⊙        | 0,0           | 21. Mai 1969  |
| 2 zusammengewachsene Buchen     | BW   | 81260390003 | Ingelfingen  | ⊙        | 0,0           | 21. Mai 1969  |
| Legende für Naturdenkmal        |      |             |              |          |               |               |